# Halowe Mistrzostwa Europy w Lekkoatletyce 1975 – pchnięcie kulą mężczyzn
Pchnięcie kulą mężczyzn – jedna z konkurencji technicznych rozgrywanych podczas halowych lekkoatletycznych mistrzostw Europy w hali Rondo w Katowicach. Rozegrano od razu finał 9 marca 1975. Zwyciężył reprezentant Bułgarii Wyłczo Stoew. Tytułu zdobytego na poprzednich mistrzostwach nie obronił Geoff Capes z Wielkiej Brytanii, który tym razem zdobył srebrny medal.

## Rezultaty
Rozegrano od razu finał, w którym wzięło udział 7 miotaczy.

Opracowano na podstawie materiału źródłowego.
| Poz. | Zawodnik              | Reprezentacja   | Próby | Próby | Próby | Próby | Próby | Próby | Wynik |
| Poz. | Zawodnik              | Reprezentacja   | 1     | 2     | 3     | 4     | 5     | 6     | Wynik |
| ---- | --------------------- | --------------- | ----- | ----- | ----- | ----- | ----- | ----- | ----- |
| 01 ! | Wyłczo Stoew          | Bułgaria        | 19,92 | x     | 20,01 | x     | 19,87 | 20,29 | 20,29 |
| 02 ! | Geoff Capes           | Wielka Brytania | 19,24 | 19,83 | x     | 19,55 | x     | 19,98 | 19,98 |
| 03 ! | Walerij Wojkin        | ZSRR            | 19,22 | 19,13 | 19,30 | 18,85 | 19,44 | 19,18 | 19,44 |
| 4.   | Jaroslav Brabec       | Czechosłowacja  | x     | 18,47 | 18,96 | x     | 18,70 | x     | 18,96 |
| 5.   | Michaił Kioszew       | Bułgaria        | 18,24 | 18,79 | 18,82 | 1882  | 18,76 | 18,79 | 18,82 |
| 6.   | Aleksandr Barysznikow | ZSRR            | 18,62 | 18,80 | x     | x     | x     | x     | 18,80 |
| 7.   | Nikoła Christow       | Bułgaria        |       |       |       |       |       |       | 18,61 |